# Titkos társaság
Titkos társaságnak nevezünk minden olyan szervezetet, amely a következők közül legalább egy tulajdonsággal rendelkezik: titkos tagság, titkos szervezeti felépítés, titkos szabályzat, titkos tanítás, titkos csoportosulás, titkos tevékenység.
Alapvetően három kategóriája különíthető el:
1. Vallási társaságok (szekták, titkos egyházak, titkos közösségek)
2. Politikai társaságok
3. Bűnöző szervezetek

Sokszor negyedikként kezelik:
Beavatási társaságok (műhelyek, kollégiumok, szabadkőművesek), amely azonban csak a fenti három valamelyikének megjelenési formája.
A kategóriák szabadon keveredhetnek egymással, de legalább egy mindig megtalálható. Titkos jellegük az általános megítélés negatívumaiból (törvényekkel, szokásokkal, közerkölccsel, közmorállal stb. ellentétes álláspontok), vagy saját tanításaik, világképük beavatatlan emberekkel nem megosztható különlegességébe vetett hitből ered, esetleg a féltitkos állapot mindennapi segítséget nyújthat a felszínen is jelentkező részlegeknek.

## Vallási társaságok
A vallási titkos társaságok nagy része valamely általánosan elfogadott hitelvvel ellentétes nézetet valló szekta. A szekta önmagában még nem titkos társaság, akkor válik azzá, ha zárt, ezoterikus közösséggé alakul, amely a be nem avatottak előtt titkolja tanait, mint például az alaviták, taríkák és drúzok az iszlámban. Lehet a szekta titkos társaság akkor is, ha tagsága titkos, amely az eretnek keresztény szekták jellemzője.

### Misztériumok
A misztériumok eredetileg – az ókorban – egy kiválasztott isten, vagy félisteni hérosz cselekedetei köré épített misztikus történetek. A misztériumvallások legtöbbje valamilyen meghaló és feltámadó isten (vagy hérosz) kultusza. A legismertebbek Dionyszosz, Kybelé, Istár, Ízisz, Adoni(sz), Mithrasz – ezek valamennyien létező korabeli pantheonok istenségei, akik különös jelentőségűek ezekben a vallásokban. Ide sorolhatók az orphikusok (Orpheuszról). A legfontosabb görög misztériumvallás Perszephoné leányához, Koréhoz kötődik, ez az eleusziszi misztérium.

#### Kereszténység
A beavatásos misztériumvallások jelenleg Európában legismertebb változata a kereszténység. Bár jelentősen leegyszerűsödött, és tartalmában is átértelmeződött, még felismerhető benne a beavatási rítus (keresztelés) és a misztérium is (eucharisztia), ezért a beavatási társaságok között is említhető lenne. Mindemellett I. Constantinus uralkodásáig a titkos társaság jelző is illett rá.

### Esszénusok
Az esszénusok beavatási jellegű közössége titkos tanításokra épült. Hitviláguk a messianisztikus júdaizmus talaján állt, de ezt jelentősen kibővítették dualista tanokkal. Messiásvárásuk különleges, hétlépcsős megváltás volt. A beavatási jelleg a kétéves noviciatusban mutatkozik meg. A két év letelte előtt semmiképp sem lehetett senki a Közösség tagja. Beavatási rítusuk a vízzel való megtisztulás szertartása, amely rokonítja a kereszténységben létező kereszteléssel. Egyes elképzelések szerint az esszénizmus közvetlen forrása a kereszténységnek, de ezt a legtöbben tagadják.
A Flavius Vespasianus alatt kitört, fia Titus által levert nagy zsidó lázadás végén, i.sz. 70 körül a Kumráni (Qumran) közösséget felszámolták.

### Gnószticizmus
A gnózis annyi mint tudás, ismeret, de nem a hagyományos görög logosz (= értelem, ész, tudás) jelentésben, hanem vallási, sőt kifejezetten ezoterikus értelemben. Maga a szó is a beavatásra, a kívülállók előtt titkolt tudásra utal. Ez a kortárs esszénizmus felé mutat: „...És nem szabad a gödör embereit cáfolni, sem vitatkozni velük, és a Tan értelmét el kell titkolni a romlottság emberei elől”.
A gnoszticizmus alapítójaként az Újszövetségben is megjelenő Simont tekintik, bár a tanokban egyiptomi hermetikus elemek is megjelennek és terjedni is Egyiptomban tudott leginkább, ennél korábbi kezdetek is feltehetők.

### Druidizmus
Druida = Nagy tudású. A druidák társaságának titkossága tanaik titkolásából ered. Megítélésében nagy mértékű a legendáriumnak hatása, amely övezi őket.
Háromféle kelta pap létezett, melyeket összefoglalóan druidának nevezünk. A bárdok és váteszek mellett a tulajdonképpeni druidák a harmadik csoportot alkották. Ez a felsorolás egyben hierarchikus sorrend is. A bárdok tanítók, akik a kelta kultúra szóbeli hagyományainak őrzői. Történelem, legendák és zene mellett azonban foglalkoztak orvoslással, építészettel, diplomáciával és peres ügyekben ítélkezéssel is. A váteszek emellett a jóslás tudományát is művelték. Az igazi druidák afféle teológusok, ezenkívül a szakrális királyság támaszai, mivel a kelta legitimációs elképzelések szerint a király hatalmát az istenektől kapta, és kormányzása csak a druidák irányítása, áldása és jóváhagyása mellett fenntartható.

### Szekták

#### Kalí és a thugok
A szekta első európai említése Thévenot francia utazótól származik, 1665-ből, bár nyilván régebbi az eredetük. Egészen 1835-ig tartották rettegésben Indiát, sőt az utolsó thugot 1882-ben fogták el. Kalí istennő híveinek feladata az volt, hogy minden embert meg kell fojtani, akihez csak thug hozzáférhet. Ez a célkitűzés Kalí egyik mítoszából ered. A teremtő Visnu és a pusztító Kalí viszályában az utóbbi minden Visnu által teremtett lény elpusztítására utasította saját teremtményeit. Visnu azonban minden csepp kiontott vérből új embereket teremtett. Kalí ekkor megparancsolta, hogy vérontás nélkül kell gyilkolni. A rituális gyilkosságokat titokban, hurokkal vagy kendővel végezték, az áldozatot pedig nyomban elföldelték.

#### Katharok
A kathar eretnekség nem egészen egy évszázadon keresztül, 1160 körüli időponttól 1244 márciusáig létezett. Ebben a periódusban először titkos társaságként működtek, később rövid ideig nyíltan gyakorolták hitüket, majd újra titkos társaságként végezték. Aki nem titkos tag volt, annak Carcassonne vára jelentette a végzetet, a máglyahalált. Tanításaik nem voltak titkosak: dualista tanaikban tagadták Isten megtestesülésének lehetőségét (ezért elvetették az eucharisztiát).

#### Valdensek és bogumilok
Bogumilnak a Balkán-félsziget katharjait nevezzük, a legfontosabb hitelvi kérdésekben azonos nézeteket vallottak. 1167-ben Nikétasz bogumil püspök elnökölt a katharok zsinatján.
A valdensek mérsékeltebb reformerek voltak, melynek révén rövid ideig elismert ágazatként működtek. 1170-től a reformáció koráig létezett az irányzat, amikor is beolvadtak a reformátusok és protestánsok soraiba.

### Egy hivatalos titkos társaság:Opus Dei
Ez a szervezet féltitkosként indult, mivel tagsága nem nyilvános. A helyzet ma is ez, noha 1982-ben a pápa személyes prelatúrájává alakult. A tagok kilétét ma már nem kell titkolni, de mégsem teljesen nyilvános.

## Politikai társaságok
Meghatározott politikai célok érdekében létrejövő társaság. Titkosságuk és szervezeti formájuk része stratégiájuknak, a cél elérése után rendszerint megszűnnek, de ha nem, akkor új működési területet – többnyire bűnözést – talál magának.

### A fennálló állapot konzerválására létrejövő csoportok

#### Asszaszinok
Az asszaszinok féltitkos és félkatonai szervezetként léteztek, eredendő céljuk a keresztes-háborúk alatt az iszlám védelme volt, de létrejötte után nem sokkal már felbérelhető bérgyilkosokká váltak, és célpontjaik közt például Szaladin is szerepelt.

#### Inkvizíció
Az Inkvizíció titkos társasági jellege leginkább a kiterjedt besúgó hálózat révén mutatkozott meg, melynek okán senki sem tudhatta, mikor áll szemben a társaság ügynökével.
Az inkvizítor mint tisztviselő már a IV. századi kereszténységben létezett. Feladata a hitelvi kérdések tisztázása. Az eretnekek és máshitűek üldözése eredetileg alkalomszerű volt, de az alkalmak egyre szaporodtak. Az eretnek szekták egyre sűrűbben tűntek fel. Az eretneküldözés 1252-től hivatalos és szervezett tevékenység lett a Szent Inkvizíció által. Ekkor IV. Ince volt a pápa (1242-1254), akinek szomorú kapcsolata a magyar történelemmel kimerül abban, hogy a mongol-veszély ellen IV. Béla királyunk hiába kért segítséget, mert Ince sokkal inkább II. Frigyes német-római császár (1220-1250) elleni intrikákkal és az Inkvizíció felállításával volt elfoglalva.
VIII. Ince 1484. december 5-én kelt Sumnis desiderantes... kezdetű bullájában hivatalossá és szükségessé tette az addig hallgatólagos beleegyezéssel folyó ún. boszorkánypereket. Ma inkább Boszorkánybullának nevezzük. Hatására már 1487-ben Jacob Sprenger és Henrik Gremper kiadták a Boszorkánypöröly című művet, amely az inkvizítor által követendő irányelveket tartalmazza. „... legnagyobb eretnekség tagadni a boszorkányságot” – írják. Könyves Kálmán királyunk majd' négy évszázaddal korábban felvilágosultabb volt – bár eszerint eretnek is.
A Szent Inkvizíció először Szent Hivatallá alakult (1542-ben), 1965-től Pápai Biblia Bizottság néven szerepel. Ez utóbbit a Hittudományi Kongregációval összevonva ma is létezik. II. János Pál alatt tehát gyakorlatilag a főinkvizítor Joseph Ratzinger volt.

#### Szent Fehme (Veme)
Röviden titkos (féltitkos) vésztörvényszék. A feudalizmus gyenge közigazgatási rendszerében (Hohenstauf Konrád halála utáni „nagy interregnumban”, 1254-1273 között) alulról szerveződő „népbíróság”, amely hírhedt volt kegyetlen – sokszor megalapozatlan – ítéleteiről. Vesztfáliában kezdődött a működése, 1371-től legális szervvé lépett elő, majd a XVI. század első felében elhalt. A harmincéves háború alatt még egyszer aktivizálódott, majd a XVIII. században végleg megszűnt.

#### Ku Klux Klan
A Ku Klux Klan tagsága volt titkos, melyet a nyilvános szereplések alkalmával viselt fehér egyencsuklya is hangsúlyozott.
Története 1864. december 24-én kezdődött, amikor hat konföderációs tiszt titkos fegyverbarátsági egyezményt kötött a felszabadított rabszolgák zaklatásának és a fehér felsőbbrendűség hirdetésének céljával. A kísértetjárásnak nevezett éjszakai terrorcselekményeik hamarosan eldurvultak, nyílt pogromokká alakultak. 1871-ben fejeződött be történetük első szakasza, amikor a szenátus törvényt hozott ellenük és a szervezetet felszámolták.
1915-ben újraalakult, és az 1920-as évekig óriási népszerűségnek örvendett a déli fehér lakosság körében. Az államok tizenegy kormányzója is nyíltan tagja vagy támogatója a szervezetnek. Csak a harmincas években lezajlott perek és botrányok gyengítették meg, de 1966-ban még mindig 60 000 fős tagsága volt. Még ma is jelen van Amerikában, és többnyire neonáci jelleggel keveredik.

## Bűnöző szervezetek
A szervezet célja és legfőbb eszköze a titkosság, alapvető feltétele tevékenységüknek és gazdasági részvételüknek.

### Confrérie de Baise-Culs
Toulouse városában, a XVIII. század elején működő szervezet, melyet garázda ifjak alapítottak. Tevékenységük az éjszakai járókelők zaklatásában, kifosztásában és megalázásában merült ki.

### Mohocks
E társaság Londonban működött, mindössze két évig (1711-1713), de a brit kriminalisztikában kiemelt helyet foglal el. Tagjai mindennemű garázdaságot műveltek éjszakánként, ráadásul a kezeik közé került áldozatot megizzasztották. Az általuk „izzasztásnak” nevezett művelet során szadista módon bántak el az áldozattal.

### Garduna
Katolikus Ferdinánd (uralkodott 1479-1516), előbb Aragónia, majd Spanyolország királya hozta létre, egyfajta rejtett végrehajtó hatalomként. A maga idejében titkos szervezeti szabályok a tagságot kilenc osztályba sorolták, akik meghatározott feladatköröket láttak el az áldozat elcsalásától (természetesen csinos, fiatal hölgyek) a kard és tőr mestereiig. Vallásos egyesületnek nevezték magukat, és a rablások, gyilkosságok elkövetése előtt a Bibliától kértek tanácsot. A szervezet megrendelésre is dolgozott, ügyfelei között volt az Inkvizíció is. A kölcsönös védettség csak 1820-ban, a spanyol-inkvizíció felszámolása alkalmával szűnt meg, 1821-ben a Gardunát is felgöngyölítették.

## Beavatási társaságok
A beavatás mindig szertartásos, legalább enyhén misztikus, és azt az érzetet kelti a beavatottban, hogy valamilyen magasabb rendű eszmei közösség tagja lett általa. Általában a közösség titkos tanításaiba, vagy annak megszerzési lehetőségébe avatják be a jelöltet, vagyis a beavatott a továbbiakban jogosulttá válik megismerni a közösség titkos elméleteit.

### Vallásos beavatások

#### Extatikus szekták
Az extatikus próféták már a Bibliában megjelennek, eredetük még korábbra, az ókor elejére tehető. Ma a fakírok és kerengők képviselik ezt (mindkét megnevezés egy-egy iszlámhitű dervist jelent, még ha az előbbi Európában cirkuszi mutatvánnyá degradálódott is).

#### Sátánizmus
A sátánizmus kétségkívül a dualista vallási elképzelések terméke, így közvetlenül köthető a manicheus szektához létrejötte. A manicheusok szerint két világ létezik öröktől fogva: a világosságé, amelyben Isten az embert teremtette, valamint a sötétségé, amely a Sátán országa. A manicheusok sátáni világa egyenrangú és önálló fél, így megnyitották az utat a démoni misztika számára. Ha a Sátán ilyen nagy úr, akkor tisztelni kell, s ennek ellenében elvárható tőle a földi életbe avatkozás. A sátánizmus ilyen módon eredetileg nem a gonosszal való lepaktálást jelentette, hanem patrónus-isten választást, melyet egymás közti köszöntésük jelez: "Üdvöz légy Lucifer nevében, akivel igaztalanul bántak el".
A keresztény sátánizmusnak valószínűleg eszmei rokona az iraki jezida törzs, amely Adi Sejk vallásalapító tanait követi. Szerintük Isten végtelenül jóságos, ezért az embereknek semmiképp sem árthat, következésképp a Sátán kedvében kell járni.
A modern európai sátánizmus két "felekezetre" bomlik, a palladisták és satanisták csoportjaira. Az előbbiek Lucifert, az utóbbiak a Sátánt imádják.

#### Templomosok
A templomos lovagrend tulajdonképpen a titkos társaság egyetlen kritériumát sem elégíti ki. Sem szabályzatuk, sem tagságuk, sem tanításuk vagy tanaik nem titkosak, nem foglalkoztak bűnöző tevékenységgel sem. E jelleget a templomosok perében elhangzott vádak és az azóta kialakult legendárium határozza meg. Voltak azonban bizonyos beavatási rítusaik, amelyek a pletykáknak táptalajt adtak, és az eretnekség vádját is a beavatás alapozta meg.

#### Rózsakeresztesek
Történeti szempontból a Rózsakeresztes Rend a XVII. századig vezethető vissza, ekkor tették magukat ismertté a Rózsakeresztesek Németországban, Angliában és Franciaországban három kiáltvány segítségével, amelyek mindegyike híressé vált az ezotéria világában: e három a Fama Fraternitatis, a Confessio Fraternitatis és a Christian Rosenkreutz kémiai menyegzője, melyeket három egymást követő évben, 1614-ben, 1615-ben és 1616-ban adtak ki. Manapság jól ismert tény, hogy ezek a kiáltványok, melyekben keveredik a történeti és allegorikus beszámoló, valójában a Tübingeni Kör néven ismert, híres rózsakeresztesek kollégiumának közös alkotása. Néhány évvel később, 1623-ban Párizs utcáin megjelentek plakátok is, melyek még ismertebbé tették a Rózsakeresztes Rendet. A rend számtalan formában és név alatt létezett az elkövetkező néhány évszázadban, míg végül a XX. század elején újra felbukkant a nyilvánosság előtt. Számos – magát rózsakeresztesnek nevező – társaság alakult ebben az időszakban. Ma Magyarországon a Rózsa és a Kereszt Ősi Misztikus Rendje, azaz a Rózsakeresztes rend, illetve a Lectorium Rosicrucianum aktív.

#### Teozófiai Társaság
Helena Hahn-Hahn (1831-1891) alapította, akit általában első férje után Helena Blavatszkijként emlegetnek. Ifjúkorában Európát, a Keletet és Egyiptomot járta, bár utazásairól semmi pontosat nem tudni. Amerikában megismerkedett Olcott ezredessel, akivel közösen 1875. szeptember 7-én hozták létre a Teozófiai Társaságot. Ennek programjában az úgynevezett titkos tudományok mindegyike szerepelt: hermetizmus, kabbala, mágia stb. Legfőbb hangsúlyt azonban az egyiptomi Ízisz misztériumai kapták. A teozófia első rendszeres összefoglalását Blavatszkij asszony írta meg, A leleplezett Ízisz címmel.
Műve nem aratott osztatlan sikert, az őt ért kritikák elől 1878-ban Indiába távozott, ahol a buddhizmus hatása alá került, mindenekelőtt a késői tanaiban megjelenő reinkarnáció és a karma fogalmai utalnak erre.

### Beavatási műhelyek

#### Püthagoreusok
Titkos társasági jellegét a titkos tanítások adták. A jelöltnek esküt kellett tennie, hogy a Püthagorasz iskolájában megszerzett tudást sosem terjeszti nyilvánosan. A jelölt ötéves periódusban csak hallgató lehetett, és még kérdeznie sem volt szabad. Tanítása a számok harmóniájának ezoterikus jelentőségén alapult, egyszerre volt vallás és természettudomány, filozófia és politika.
A közösség saját titkos voltának esett áldozatul: Krotón város lakossága elűzte őket, a Mester vagy ekkor, vagy nem sokkal később halt meg.

#### Mesterlegények
Európa egyik legrégibb beavatási szervezete. Eredetüket vagy Híramra, Salamon építőmesterére vezetik vissza, vagy Híram társaira, Jakab mesterre és Soubise atyára. A társaság a XIV-XV. században nagy városi építkezéseknél bukkant fel a Francia Királyságban. Szervezkedésük éle a céhmesterek ellen irányult, amely rang az iparoscéhek hagyományos és hivatalos keretei között a szegényebb rétegek számára elérhetetlen volt. Nagyjából korabeli szakszervezetként működtek, de kemény beavatási szertartásaik titkos kaszttá merevítették. A jelölt a beavatás és a mestermunka elkészítése után új nevet kapott, és készen állt arra, hogy új mesterlegényeket neveljen.
Titkos – és érdekvédelmi – jellege miatt a mesterlegény-társulatokat többször betiltották és elítélték, 1791-ben a Le-Chapelier törvény minden mesterségbeli szövetséget beszüntetett. 1889-től újra léteznek mesterlegény egyesületek.

#### Szabadkőművesek
A szabadkőművesség eredetmítosza éppúgy a jeruzsálemi Templomot építő Híramig vezet, mint a mesterlegényeké. Talán ez volt a francia mesterlegények szövetségének angliai változata. Alapvetésük a tolerancia elve, a XVII. századi vallásháborúkkal gyötört Angliában olyan közösséget hoztak létre, ahol mindenki szabadon elmondhatta vallási meggyőződését. Soraikban vegyesen voltak anglikánok és katolikusok.
A szabadkőművesség olyan titkos társasággá fejlődött, amelyben minden titkossági kritérium fellelhető: tagság, tanítás, szabályzat, beavatás, okok és célok – mind titkosak.

#### Alkimisták, martinisták
- Alkímisták
- Martinisták